# Synagoge (Obernbreit)

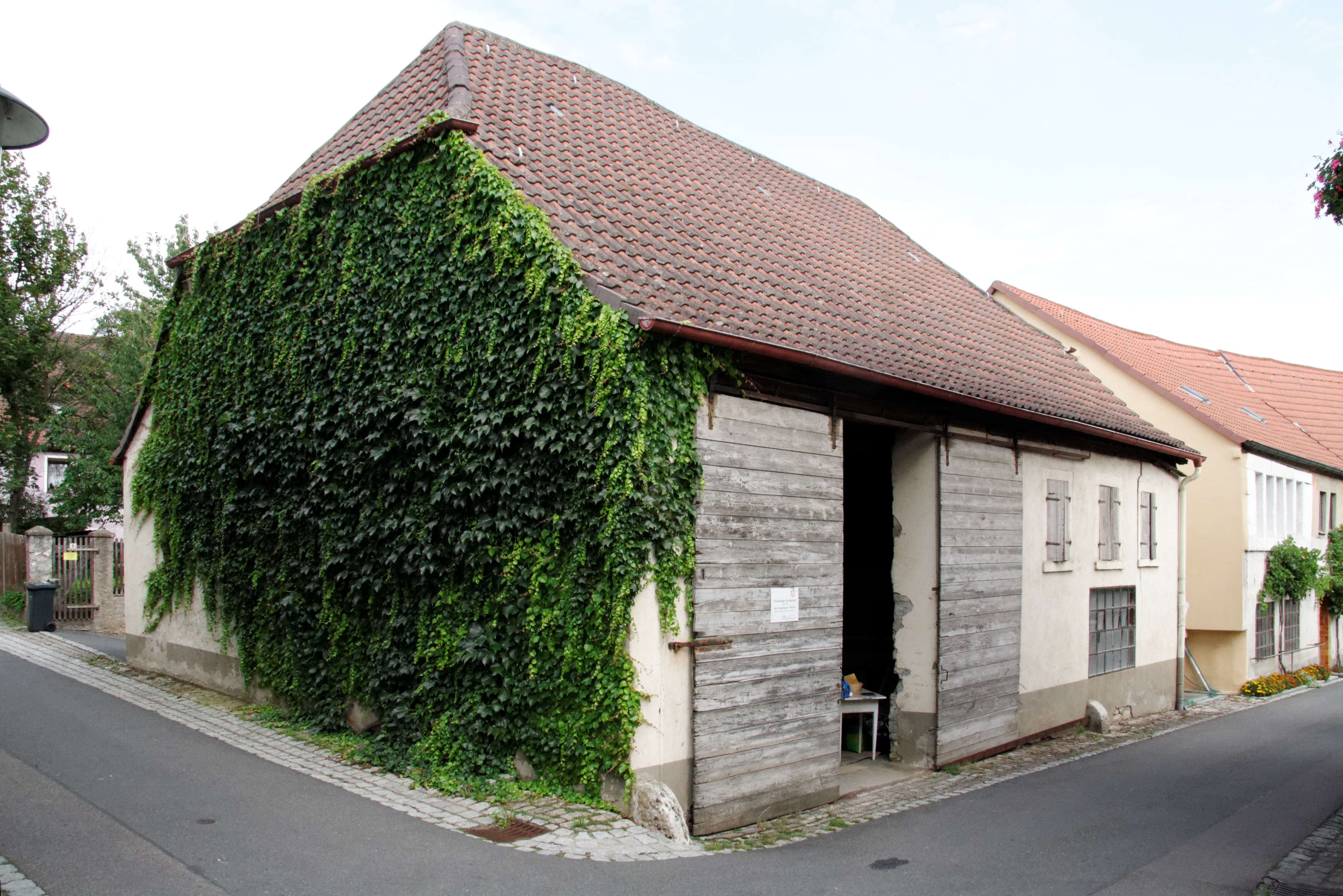
Ehemalige Synagoge in Obernbreit

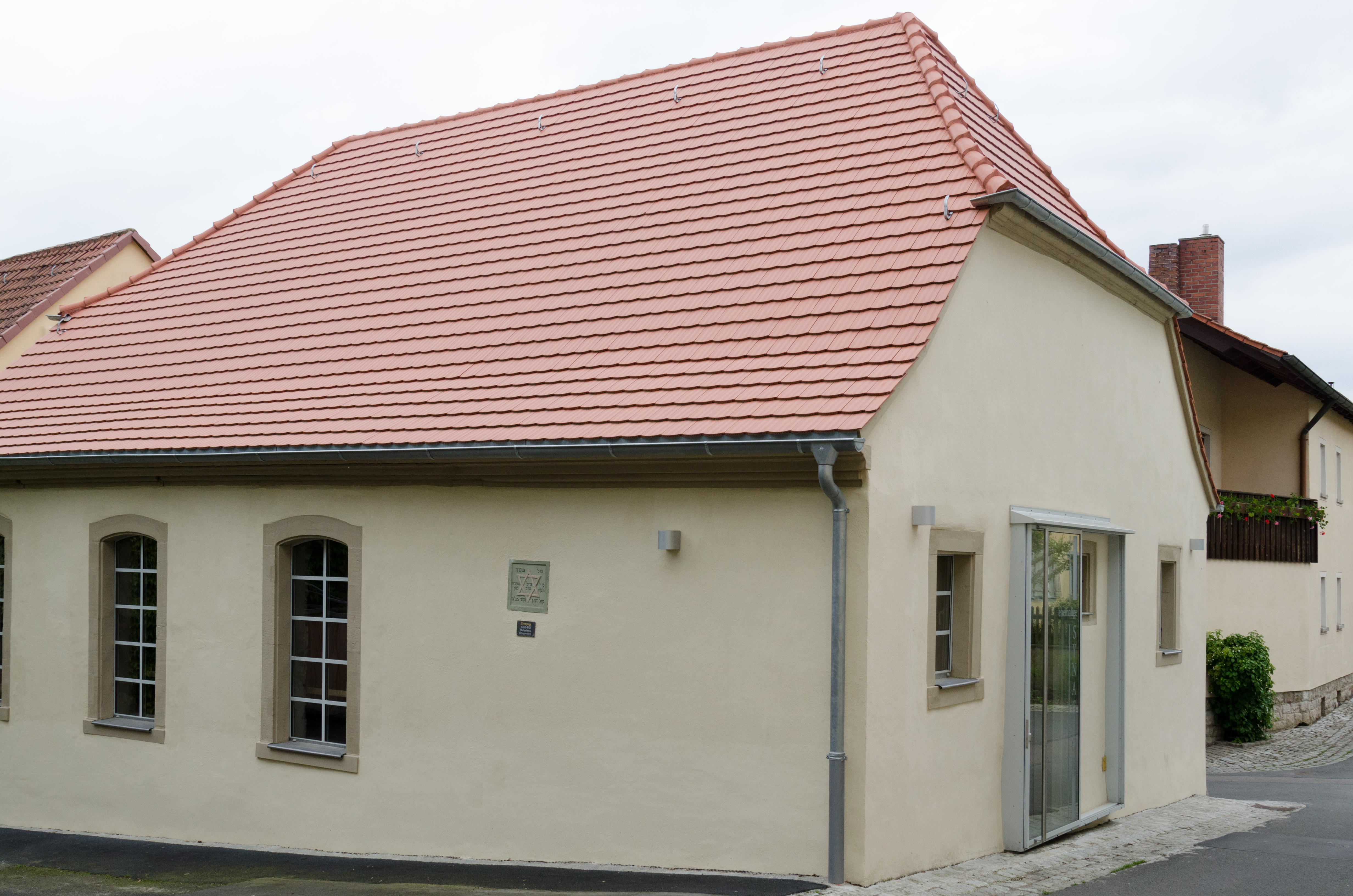
Die Synagoge nach der Renovierung

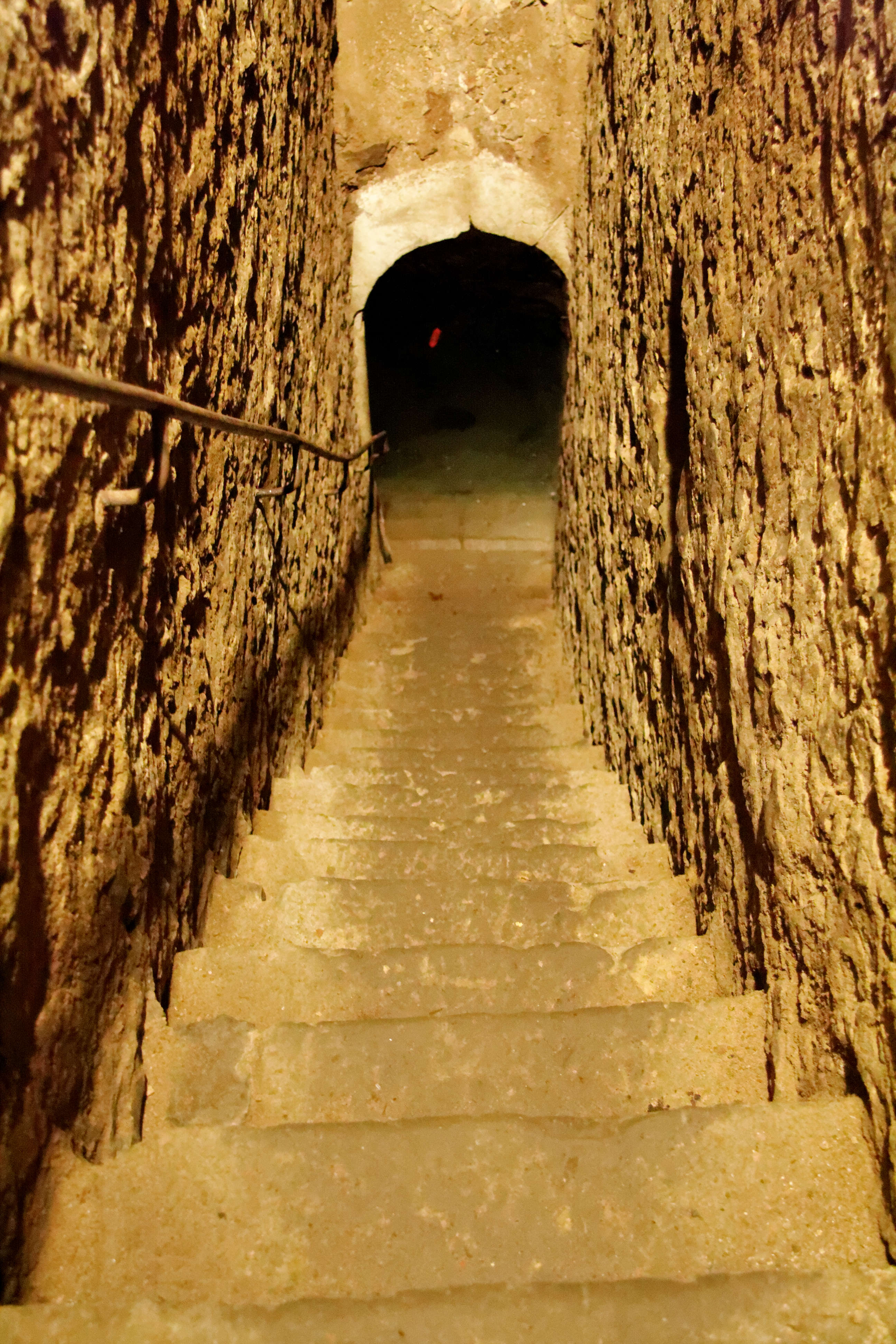
Treppe zur Mikwe

Die ehemalige Synagoge in Obernbreit, einer Marktgemeinde im unterfränkischen Landkreis Kitzingen in Bayern, wurde 1748 errichtet. Die profanierte Synagoge an der Kirchgasse ist ein geschütztes Baudenkmal.

## Geschichte
Bereits vor 1748 wird ein Betsaal oder eine Synagoge im Ort genannt. Durch die Datierung im Chuppastein an der Außenwand und auf Grund dendrochronologischer Untersuchungen konnte nachgewiesen werden, dass das bestehende Gebäude im Jahr 1748 erbaut wurde. Diese Synagoge war bis 1911 religiöses Zentrum der jüdischen Gemeinde Obernbreit. 
In dem Gebäude der Synagoge war auch eine Lehrerwohnung sowie ein rituelles Bad (siehe Mikwe (Obernbreit)), das sich in zehn Meter Tiefe unter dem Gebäude befindet und vor wenigen Jahren wiederentdeckt wurde. Nach der Auflösung der jüdischen Gemeinde wurde die Synagoge verkauft und von dem Käufer im Inneren verändert. Das Gebäude diente als Reparaturwerkstatt, Maschinenhalle und Abstellraum.

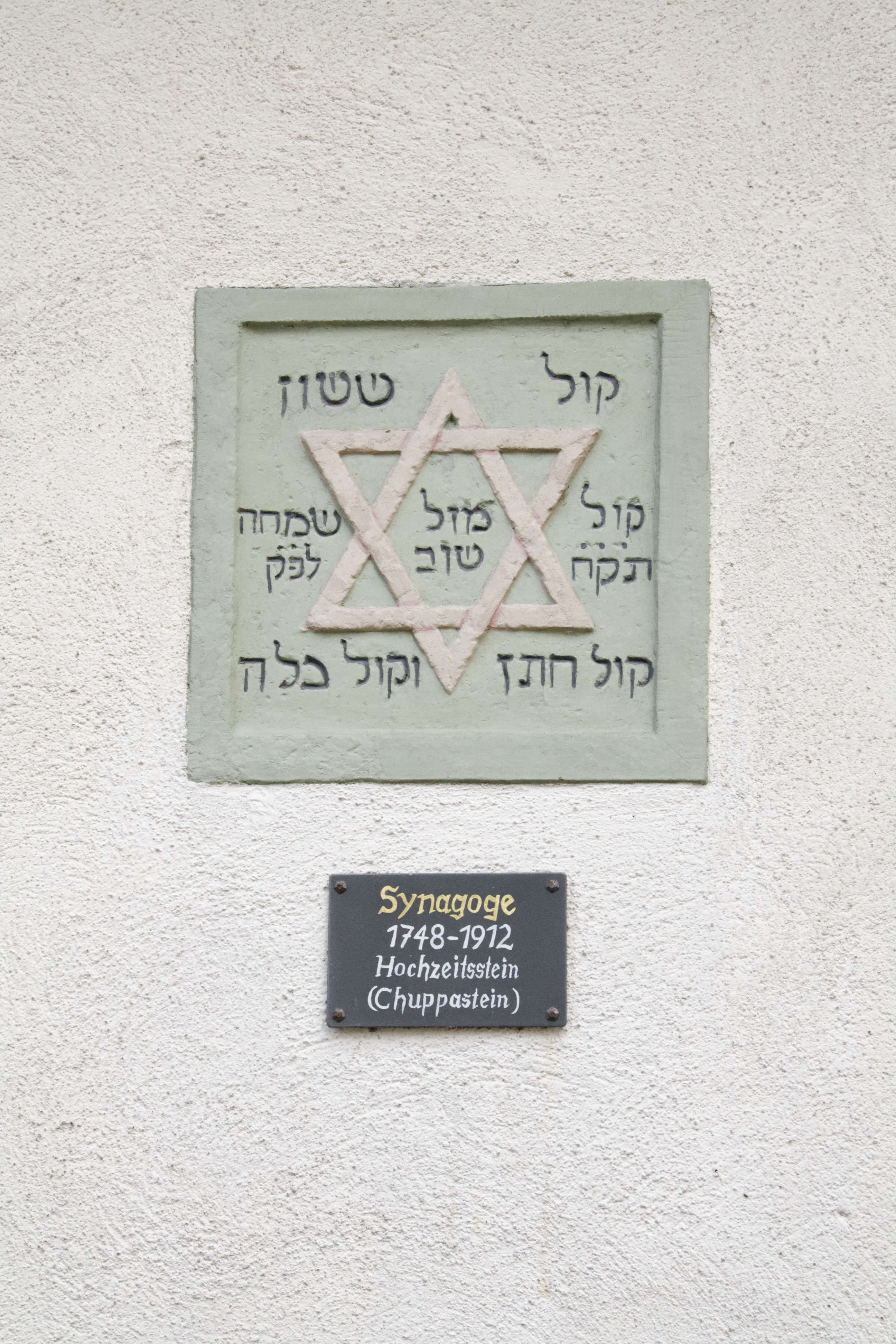
Chuppastein an der Nordmauer der Synagoge

## Heutige Nutzung
Der 2005 gegründete Träger- und Förderverein ehemalige Synagoge Obernbreit „hat sich zum Ziel gesetzt, die ehemalige Synagoge zu erhalten, zu sichern und langfristig zu rekonstruieren, um sie als Raum für Begegnungen zu nutzen...“. (siehe weblink)
Der Träger- und Förderverein ehemalige Synagoge Obernbreit erhielt im Jahr 2014 die Denkmalschutzmedaille des Freistaates Bayern für die vorbildliche Renovierung des Baudenkmals.